# 外交特権
外交特権（がいこうとっけん、フランス語: Immunité diplomatique、英語: Diplomatic immunity、ドイツ語: Diplomatische Immunität）は、外交使節団の接受国が国内に駐在している外国公館や外交官及び国際機関などに対して与える特権及び免除。公館の不可侵や刑事裁判権・租税の免除などがある。これらの特権は外交関係に関するウィーン条約（外交関係条約）に基づいている。

## 概要
外交使節団は主権国家を代表しており、主権国家間は原則として平等である以上、外交使節団は他の主権国家の支配に服さないという代表性説と、外交使節団が効率的にその業務を行うために認められたものであるという機能性説がある。
外交官に対する特権は、当該外交官の個人意思では放棄できない。派遣国政府の正式な意思表示があって初めて放棄できる。

## 対象者
特権を受けるためには、外交旅券を所持しているだけでは足らず、接受国による認証（接受。外交使節の長の場合はアグレマン）を必要とする（故に、外交旅券を所持して任国以外を私的旅行中の外交官や、本国から臨時に短期出張した外交官には、正式の外交特権は無い。ただし前述の外交関係条約第四十条は、赴任・帰任のため第三国を経由している外交官及びその家族について、査証を与えた第三国内の領域内にあっては不可侵としている。）。ウィーン外交関係条約第41条は「接受国の法令を尊重することは特権および免除を享有するすべての者の義務である」と規定している。非行や犯罪関与など、相応しからざる行為があった場合は理由を示さずに国外退去を求めることができ、これをペルソナ・ノン・グラータという。
外交官に対する特権に関しては、駐在武官や外交官と生計を共にする家族も含まれるが、公館勤務の事務・技術職員や現地採用職員などは適用範囲が限定されている場合がある。また、国際慣習法上元首や首相、外相については、外交官同様の特権・免除を与えることとされている。
日本においては、外務省から有効な「外交官等身分証明票」を交付されていれば、その人物は外交特権を有する外交官である。

### 外交使節団に関する特権・免除
外交使節団に関する特権には、以下のようなものが有る（括弧内条番号は外交関係に関するウィーン条約の該当条項）。
- 不可侵権は、外交使節団の公館（第二十二条）、外交使節団の長の公邸及びその輸送手段、またその他の外交官の私邸並びに、その輸送手段（自動車や列車や政府専用機など）にも及ぶ。特に、大使館や公館は絶対不可侵とされ、接受国の官憲は使節団の長の同意がない限り、公館に立ち入ることができない。
- 公館に対する非課税（第二十三条）。
- 通信の不可侵（第二十七条）。接受国の同意により無線局を設置できるほか[1]、外交伝書使（クーリエ）が携行する「外交封印袋」も不可侵とされる。そのため、空港や港湾や国境検問所における保安検査・税関検査でも開く必要がない。通常の通信文書は「外交行嚢」に入れて民間輸送会社に委託している場合も多いが、この場合も同様に不可侵とされる。なお、外交官が査証を得た第三国を通過中にも外交伝書使や外交封印袋は同様の不可侵や保護が与えられる（第四十条）。
- 使節団の公館、使節団長の公邸並びに、その輸送手段の国旗掲揚権（大使公使領事の公用車が、必要に応じて小型の国旗をバンパーポールに掲げるのも、ここから来ている）（第二十条）。

### 外交官に関する特権
- 外交官の身体の不可侵（逮捕・抑留・拘禁の禁止）
- 刑事裁判権の免除、民事裁判権・行政裁判権の免除（一部訴訟を除く）
- 住居の不可侵権
- 接受国における関税を含む公租・公課及び社会保障負担の免除
- 被刑事裁判権、証人となる義務等の免除
- 接受国による保護義務

### 外交ナンバー
外交特権の保持者は、自動車について「外交ナンバー」と呼ばれる特殊なナンバープレートが交付され、これを自家用車に装着する。この場合「DP」や「外」などの印がなされる。

## 日本における扱い
日本で外交官等身分証明票と免税カードを発行しているのは、外務省（大臣官房儀典長）である。
日本では、外交特権として課税免除を認めており、免税特権を有する証明書として外交官に対して免税カード（DSカード）を発行している。租税特別措置法第86条に、外国公館等に対する課税資産の譲渡等に係る免税という条文があり、適用範囲は広く、固定資産税や所得税以外にも消費税やガソリン税など間接税も免除される。ただし、免税が適用されるのは外務省から在日外国公館免税店の指定を受けている業者から免税カードを提示して購入した場合のみであり、一般のコンビニエンスストアなどでは免税されない。外交官等身分証明票と免税カードは別物であり、外交官だからといって全員が必ず持っているわけではなく、免税カードには免税の適用範囲が書いてあり、在日外国公館免税店であれば、全てが無条件に免税になるというわけでもない。
昔は外交官等身分証明票に有効期限はなかったが、外交官が未返却のまま帰国してしまい、返納されない外交官等身分証明票が大量に出ていることから、有効期限が記載されるようになった。無効になった外交官等身分証明票の身分証明票番号は、官報で公示されている。

## 外交事件
- 1973年8月 - 金大中事件が起こる。日本は駐日本国大韓民国大使館の金東雲（コードネーム。本名は金炳賛）一等書記官に対し、営利誘拐容疑で出頭を求めたが外交特権を盾に拒否。日本はペルソナ・ノン・グラータを発動。
- 1984年4月 - ロンドンの在英国リビア大使館（英語版）は、大使館前で反カダフィ政権デモを行っていた群衆に対し、リビア大使館内より警告なしに自動小銃を発砲。これによりイギリス警官Yvonne Joyce Fletcherが死亡、イギリスはリビアと断交した。本日まで犯人は明らかにされていない。
- 2006年、駐日インド大使館職員の男がビザの申請に訪れた日本人女性に無理やりわいせつな行為をした疑いがあるとして、警視庁が捜査。警視庁は強制わいせつ容疑で逮捕状をとったが、男は既に帰国していた[2]。
- 2012年1月20日 - ドイツでは許可なしでの釣りが禁止されているにも拘らず、駐ドイツ北朝鮮大使が無許可で釣りをしたが、外交特権により逮捕されなかった[3]。
- 2013年12月12日 - ニューヨーク市でインド副総領事デブヤニ・コブラガデ（女性、当時39歳）が、家政婦のビザ（査証）を巡って虚偽申請をした容疑で逮捕され、保釈金25万ドルを支払って釈放された。その際、身体検査で服を脱がされ、全裸にされたことにインド政府が強く反発、デリーの在インドアメリカ合衆国大使館（英語版）の周辺警備をボイコットし、ジョン・ケリー国務長官が後に遺憾（regret）の意を表明した。
- 2014年3月 - 駐日ガーナ特命全権大使、エドモンド・コフィ・アグベヌチェ・デー（英語版）による、東京都渋谷区内での闇カジノ開帳。大使名義で部屋を賃貸借することで外交特権があるかのように装っていたが、外務省に届け出がないために特権が効かず、捜査される。闇カジノに参加していた日本の民間人10人逮捕。デー大使は、摘発直後に警視庁保安課の事情聴取要請を拒否して日本を出国[4]、以後帰任していない[5]。この問題では、福岡市でも大使名義で賃借された部屋を使って、闇カジノ営業をしたとして、賭博店の元従業員の日本人8人が、常習賭博容疑で9月に逮捕されている[6]。

(※本事件を元に北野武は映画作品『アウトレイジ』に架空のアフリカの国家グバナン共和国の大使館で闇カジノが開催されるシーンを取り入れている。)
- ソフトバンクの機密情報が漏洩（ろうえい）した事件では、警視庁が20年にロシアの元外交官を不正競争防止法違反教唆容疑で書類送検し、不起訴処分となった。警視庁は外務省を通じて2回出頭要請をしたが、元外交官は応じないまま出国。元外交官はスパイ活動に従事していたとみられていた[2]。
- 2020年11月19日、警察庁は参院外交防衛委員会で、外交官ナンバーの車両の駐車違反が2019年の1年間に約2600件発生していたことを明らかにした。このうち約75パーセントが外交特権を盾に反則金を納めていない（日本の外国人を含めた一般人の納付率は80パーセント超。再三の督促も無視すると最終的には逮捕される）。外務大臣茂木敏充は「違反事例があることは遺憾でありしっかり対応していきたい」とだけ述べた[8]。2021年4月に、日本政府は外交官による車の駐車違反などの違反金の踏み倒し問題の打開策として違反金を支払うまでガソリン税の免税を受けさせないと発表した。反則金未納のまま時効を迎えた件数は2018年度で3118件（4677万円）、2019年度は2736件（4104万円）にのぼっている[9]。同様の事例は、各国にあり例えばスイスのジュネーブ州では2014年から2017年にかけて、外交官の駐車違反の罰金の約85％・340万フランが未納付となっている[10]。
- 2024年5月 - 駐日シンガポール大使館の男性参事官（55）が2月、東京都内の銭湯で18歳未満の男子生徒を盗撮した疑いで、警視庁に任意で事情聴取されていたことが捜査関係者への取材でわかった。参事官は外交官を名乗り、現場で盗撮を認めたが、警察署への同行は拒み、その場を立ち去った。事件は立件に至っていない[2]。